# Penny Mordaunt
Pour les articles homonymes, voir Mordaunt.
Penelope Marie Mordaunt, dite Penny Mordaunt, née le 4 mars 1973 à Torquay dans le Devon, est une femme politique britannique.
Membre du Parti conservateur, elle est députée de la circonscription de Portsmouth North de 2010 à 2024.
Après l'annonce de la démission de Boris Johnson en 2022, elle se porte candidate à la direction du Parti conservateur : donnée favorite des adhérents, elle finit troisième au cinquième tour du vote des députés. La vainqueure du scrutin, Liz Truss, la nomme leader de la Chambre des communes et lord président du Conseil. À la suite de la démission de celle-ci, elle annonce se porter à nouveau candidate à la tête des Tories avant de se retirer.

## Situation personnelle

### Origines, jeunesse et études
Fille de John Mordaunt (un ancien militaire parachutiste), elle doit son prénom au HMS Penelope, un croiseur de la Royal Navy de la Seconde Guerre mondiale. Ses deux frères, James son jumeau et Edward son cadet, et elle-même, descendent de Philip Snowden, le premier travailliste chancelier de l'Échiquier ; elle est aussi par sa grand-mère cousine de Dame Angela Lansbury.
Elle étudie à l'école catholique d'Oaklands de Waterlooville (Hampshire), puis à l'école de théâtre de Victoryland, avant de poursuivre ses études en philosophie à l'université de Reading (y obtenant un B.A.).
Sa mère est morte d'un cancer du sein alors qu'elle-même n'avait que 15 ans. Son frère jumeau ayant quitté l'école, Penny doit alors s'occuper de son jeune frère Edward. L'année suivante, son père est aussi atteint d'un cancer, dont il guérit. Ensuite, pour payer ses études, Penny Mordaunt devient assistante de l'illusionniste Ayling, président du Cercle magique, une organisation d'illusionnisme anglaise.

## Parcours politique

### Débuts
Après avoir obtenu son diplôme, Penny Mordaunt commence une carrière dans le secteur de la communication. Elle est directrice de la communication de Kensington et Chelsea, d'une société de Conseil puis de l'association des Transports de Marchandises. Elle est aussi directrice d'un fonds communautaire, qui, à l'issue d'une fusion, devient Big Lottery Fund. En 2006, elle devient directrice de l'association « Diabète Royaume-Uni ».
Elle attribue son intérêt pour la chose politique à ses expériences dans les hôpitaux et les orphelinats de Roumanie au cours de son année sabbatique, après la révolution roumaine de 1989.
Penny Mordaunt a travaillé avec plusieurs personnalités politiques. Pendant le mandat du Premier ministre John Major, elle a dirigé la branche jeunesse du Parti conservateur, et s'est occupée de la communication[De quoi ?] pendant deux ans, alors que William Hague était le leader du parti. En 2000, elle prend la tête de l'équipe de presse étrangère des journalistes suivant la campagne présidentielle américaine de George W. Bush, ; elle a également travaillé sur la campagne de Bush en 2004. Après les élections britanniques de 2005, elle dirige l'équipe de campagne de David Willetts pour la direction du Parti conservateur, à l'issue de laquelle il est battu.
En 2018, alors qu'elle s'exprime devant la Chambre des communes, elle devient la première membre du Cabinet gouvernemental à utiliser la langue des signes britannique.

### À la Chambre et au gouvernement
En novembre 2003, Penny Mordaunt est sélectionnée comme candidate du Parti conservateur pour la circonscription de Portsmouth-Nord en vue des élections générales de 2005. Elle perd face à la candidate travailliste Sarah McCarthy-Fry, de 1139 voix. Elle est de nouveau retenue par le Parti conservateur en janvier 2006 pour se présenter sur la même circonscription en vue des élections générales de 2010. Penny Mordaunt remporte alors le siège avec une majorité de 7289 voix.
En 2014, elle devient la deuxième femme, sous le règne d'Élisabeth II (la première fut Priscilla Buchan en 1957) à faire l'adresse en réponse (c'est-à-dire le message de remerciement des parlementaires) au discours du Trône.
Alors seule femme parlementaire membre de la Royal Naval Reserve (RNR), elle est nommée sous-secrétaire d'État parlementaire au ministère des Communautés et du Gouvernement Local en juillet 2014,. En mai 2015, le Premier ministre David Cameron la nomme ministre d'État aux Forces armées, au sein du ministère de la Défense ; elle est la première femme à occuper ce poste. En juillet 2016, la nouvelle Première ministre Theresa May la nomme ministre d'État au ministère du Travail et des Pensions. Elle est nommée secrétaire d'État au Développement international en novembre 2017, à la suite de la démission de Priti Patel, poste qu'elle quitte le 1er mai 2019. Elle devient enfin secrétaire d'État à la Défense et ministre des Femmes et des Égalités, jusqu'au 24 juillet 2019.

### Référendum sur le Brexit
Elle a fait campagne pour le Brexit. Dans une interview donnée à la BBC en mai 2016 pendant la campagne du référendum sur l'appartenance du Royaume-Uni à l'UE, Penny Mordaunt a nié que le Royaume-Uni ait un droit de veto sur l'adhésion de la Turquie à l'UE, en dépit de l'article 49 du traité sur l'Union européenne exigeant l'unanimité des 28 membres du Conseil européen pour permettre l'adhésion d'un État candidat, créant ainsi un droit de veto par un membre en désaccord. Le Premier ministre David Cameron a déclaré que son opinion était « complètement fausse ».

### Candidate à la direction du Parti conservateur en juillet 2022
Le 10 juillet 2022, trois jours après l'annonce de la démission de Boris Johnson, Penny Mordaunt se déclare candidate à la direction du Parti conservateur. Elle est alors quasiment inconnue du grand public mais gagne rapidement en popularité, notamment auprès de la base militante, au point de devenir favorite en vue du vote final des adhérents conservateurs,.
Pour participer au vote des adhérents, elle doit cependant faire partie des deux candidats choisis par les députés tories. Le 13 juillet, lors du premier tour du vote des parlementaires, qui voit s'affronter huit candidats, elle arrive en deuxième position, derrière Rishi Sunak. Elle conserve cette place lors des deuxième, troisième et quatrième tours. En revanche, au cinquième tour, le 20 juillet, alors que Rishi Sunak arrive une nouvelle fois en tête (137 votes), Liz Truss, plus à droite qu'elle, la devance de justesse, par 113 suffrages contre 105. Penny Mordaunt est ainsi éliminée de la course à la direction du parti, ne pouvant briguer le vote des adhérents conservateurs.

### Leader de la Chambre des communes, lord président du Conseil
Le 6 septembre 2022, Penny Mordaunt est nommée leader de la Chambre des communes et lord président du Conseil.
En tant que lord président du Conseil, elle dirige la cérémonie du conseil d'accession du roi Charles III, le 10 septembre 2022.
Elle est la première femme à porter l'épée d'État lors du couronnement de Charles III, le 6 mai 2023. Sa prestation durant la cérémonie est particulièrement remarquée tant dans les médias que sur les réseaux sociaux,,. En effet, l'épée d'État pèse 3,6 kg et est portée à la verticale pendant la cérémonie.

## Autres activités
Penny Mordaunt est une réserviste de la Marine royale (RNR), servant comme sub-lieutenant (équivalent d'enseigne de vaisseau de première classe), au HMS King Alfred sur les îles Whale.
Elle est membre de la Royal Society of Arts et de la British Astronomical Association, et elle est impliquée dans de nombreux organismes de bienfaisance actifs dans la région de Portsmouth. Elle est également la marraine de l'association de la Victoria Cross ainsi qu'ambassadrice des scouts de Portsmouth.
En 2014, elle apparaît dans le programme de téléréalité Splash!. Elle fait don de ses gains à des organismes de bienfaisance. Ses passe-temps incluent l'astronomie, la peinture, la danse et la musique.

## Résultats électoraux

### Chambre des communes
| Élection          | Circonscription  | Parti | Parti        | Voix   | %    | Résultats |
| ----------------- | ---------------- | ----- | ------------ | ------ | ---- | --------- |
| Générales de 2005 | Portsmouth North |       | Conservateur | 14 273 | 37,8 | Échec     |
| Générales de 2010 | Portsmouth North |       | Conservateur | 19 533 | 44,3 | Élue      |
| Générales de 2015 | Portsmouth North |       | Conservateur | 21 343 | 47,0 | Élue      |
| Générales de 2017 | Portsmouth North |       | Conservateur | 25 860 | 54,8 | Élue      |
| Générales de 2019 | Portsmouth North |       | Conservateur | 28 172 | 61,4 | Élue      |
| Générales de 2024 | Portsmouth North |       | Conservateur | 13 715 | 33,0 | Échec     |